# Метони (Пиерия)
Мето́ни (греч. Μεθώνη) — село в Греции, на побережье залива Термаикос. Относится к общине Пидна-Колиндрос в периферийной единице Пиерия в периферии Центральная Македония. Население 699 человек по переписи 2011 года.

## История
Древняя Мефона основана в Пиерии в Македонии в 700 году до н. э. эретрийцами, афинскими союзниками.
У Мефоны Филипп II Македонский разбил Аргея, которого афиняне стремились поставить на македонский престол.
В 354 году до н. э. Мефона, принадлежавшая афинянам, сдалась после осады Филиппу II, который разграбил и разрушил её до основания. При осаде стрела, выпущенная неким Астером, повредила правый глаз Филиппу. Все жители выселены, город срыт, Астер распят.
В 31 году до н. э. во время гражданской войны в Древнем Риме при осаде Мефоны погиб царь Мавретании Богуд.
В Метони найдена чаша из Лесбоса с надписью, вырезанной после обжига, датируемая концом VIII — началом VII века до н. э.
До 1955 года село называлось Нео-Элефтерохори (Νέο Ελευθεροχώρι).